# UGC 3528
UGC 3528 è una galassia a spirale visibile nella costellazione della Giraffa.
Il nucleo si presenta di forma ovale, allungato in direzione est-ovest; la forma a spirale è abbastanza accentuata; netta la presenza di barre.
A 2',7 in direzione sudsudest vi è la galassia UGC 3521 di magn. 14,3.